# Bank genów
Bank genów – kolekcja danych genetycznych zwierząt bądź nasion roślin użytkowych wartościowych dla hodowli, badań naukowych oraz dla gospodarki. Banki genów specjalizujące się w nasionach nazywane są bankami nasion.

## Bank nasion
Standardy przechowywania nasion w banku określa FAO.
W Polsce koordynacją programu ochrony zasobów genowych roślin użytkowych zajmuje się Krajowe Centrum Roślinnych Zasobów Genowych, zakład naukowy IHAR.